# Michelangelo Fracanzani
Michelangelo Fracanzani est un acteur de la commedia dell'arte né vers 1632 à Naples, créateur du Polichinelle français à la Comédie-Italienne de Paris.

## Biographie
Michelangelo Fracanzani (ou Fracanzano) naît à Naples, probablement après le mariage de ses parents en 1632. Son père, Francesco, est un peintre originaire des Pouilles et sa mère, Giovanna Rosa, est la sœur du peintre Salvator Rosa. Michelangelo exerce lui aussi le métier de peintre à la disparition de son père lors de la peste de 1656. Il épouse aussitôt après Caterina di Petruccio, riche veuve, qui meurt en 1674. Il se remarie en 1675 avec Chiara Pruto et abandonne la peinture pour se consacrer au théâtre dans la grande tradition d'Andrea Calcese dit Ciuccio, créateur du Pulcinella napolitain. 
Il se rend en France en 1685 avec sa femme et son fils Antonio et est engagé à la Comédie-Italienne en même temps que Giuseppe Tortoriti (Pasquariello). Pulcinella devient avec Fracanzani le Polichinelle français que découvre la cour réunie à Fontainebleau, « bossu par devant et par derrière », utilisant plus les mimiques que les lazzi. Il est naturalisé français avec toute sa famille en 1688. Il joue dans la troupe de la Comédie-Italienne jusqu'à la fermeture du théâtre de l'Hôtel de Bourgogne ordonnée par Louis XIV en 1697. La date et le lieu de sa mort sont inconnus. Son fils Antonio, fut également acteur, sous le nom de De Frécansal, et joua les Arlequins dans la compagnie Salles à la Foire Saint-Germain.